# 世界最高棋士决定战
世界最高棋士决定战，由韩国棋院和韩国Infobell公司主办的国际围棋赛。共9个参赛名额：韩国棋手4人，中国棋手2人，中华台北棋手1人，日本棋手1人，外卡1人。比赛采用单循环赛制。冠军奖金2亿韩元（约合101万人民币），亚军1亿韩元。
此前，已在韩国举行了五届的韓國最高棋士戰。2025年起，最高棋士戰扩大规模，改为世界大赛。世界最高棋士战和韩国最高棋士战每年交替进行，第二届世界最高棋士战将于2027年进行。

## 参赛名单
- 4人：申真谞、朴廷桓、申旻埈、姜东润；
- 中国2人：许嘉阳、屠晓宇；
- 中華臺北1人：許皓鋐；
- 日本1人：福冈航太朗；
- 外卡1人，由主办方决定：黨毅飛（ 中國）

## 奖金
比赛开幕式将于2025年3月25日进行，3月26日-30日进行第一轮比赛，6月9-12日进行第二轮比赛。两轮循环圈比赛决出前两名下决赛，决赛三番棋10月进行。本届世界最高棋士战冠军奖金2亿韩元，亚军奖金1亿韩元。

## 结果
3月26日，第一轮：屠晓宇胜许嘉阳，申真谞胜朴廷桓，党毅飞胜许皓鋐，申旻埈胜福冈航太朗；

3月27日，第二轮：许嘉阳胜朴廷桓，申真谞胜许皓鋐，党毅飞胜福冈航太朗，姜东润胜申旻埈(延期至5月25日) ；

3月28日，第三轮：朴廷桓胜福冈航太朗，屠晓宇胜党毅飞，申旻埈胜许皓鋐，申真谞胜姜东润(延期至5月26日) ；

3月29日，第四轮：姜东润胜福冈航太朗，朴廷桓胜党毅飞，许皓鋐胜许嘉阳，屠晓宇胜申真谞；

3月30日，第五轮：党毅飞胜许嘉阳，屠晓宇胜朴廷桓，姜东润胜许皓鋐，申真谞胜申旻埈(延期至5月27日)；

6月9日，第六轮：许皓鋐勝屠晓宇，党毅飞勝姜东润，申旻埈負许嘉阳，申真谞勝福冈航太朗；

6月10日，第七轮：许皓鋐負朴廷桓，党毅飞負申旻埈，福冈航太朗負屠晓宇，许嘉阳勝姜东润；

6月11日，第八轮：朴廷桓胜姜东润(提前至6月2日)，申旻埈勝屠晓宇，许皓鋐勝福冈航太朗，申真谞負许嘉阳；

6月12日，第九轮：屠晓宇勝姜东润，福冈航太朗負许嘉阳，党毅飞負申真谞，朴廷桓勝申旻埈(提前至6月2日)；

10月，冠亚军决赛：屠曉宇vs申真谞

| 棋手       | 屠 | 许嘉 | 小申 | 朴 | 党 | 许皓 | 大申 | 福 | 姜 | 积分 |
| ---------- | -- | ---- | ---- | -- | -- | ---- | ---- | -- | -- | ---- |
| 屠晓宇     | -  | 2    | 2    | 2  | 2  | 0    | 0    | 2  | 2  | 12   |
| 许嘉阳     | 0  | -    | 2    | 2  | 0  | 0    | 2    | 2  | 2  | 10   |
| 申真谞     | 0  | 0    | -    | 2  | 2  | 2    | 2    | 2  | 2  | 12   |
| 朴廷桓     | 0  | 0    | 0    | -  | 2  | 2    | 2    | 2  | 2  | 10   |
| 党毅飞     | 0  | 2    | 0    | 0  | -  | 2    | 0    | 2  | 2  | 8    |
| 许皓鋐     | 2  | 2    | 0    | 0  | 0  | -    | 0    | 2  | 0  | 6    |
| 申旻埈     | 2  | 0    | 0    | 0  | 2  | 2    | -    | 2  | 0  | 8    |
| 福冈航太朗 | 0  | 0    | 0    | 0  | 0  | 0    | 0    | -  | 0  | 0    |
| 姜东润     | 0  | 0    | 0    | 0  | 0  | 2    | 2    | 2  | -  | 6    |